# Błażej Augustyn
Błażej Augustyn (26 de gener de 1988, Strzelin, Polònia) és un futbolista polonès. Actualment juga de defensa al Calcio Catania.

## Carrera futbolística
Augustyn va començar la seva carrera en les divisions juvenils de SK Strzelinianka strzelin a les acaballes del 1990 i va romandre al club amateur fins que fou transferit al WKS Śląsk Wrocław el 2003. Va quedar-se al planter per a una temporada abans de traslladar-se a l'UKS SMS Lodz el 2004. Després d'una actuació impressionant amb l'equip juvenil del club, Augustyn va passar a la Premier League amb el Bolton Wanderers.
Va signar oficialment pel Bolton Wanderers durant la temporada 2005-2006, i feu la seva única aparició amb el primer equip el 6 de gener de 2007 contra el Doncaster Rovers.
El juny del 2007 va tornar a Polònia, on signà un contracte de quatre anys amb el Legia Varsòvia. Entre el 2007 i el 2008 Błażej, que tenia 19 anys, va fer quatre aparicions amb el primer equip, però també va estar al juvenil.
L'agost del 2008 va unir-se al Rimini Calcio Football Club a préstec a la Serie B d'Itàlia. Va patir una lesió al genoll durant la seva segona aparició amb el club, i per això va perdre's gran part de la temporada. Després del descens del Rimini, Augustyn va tornar al Legia Warszawa, però fou venut al Calcio Catania el juny del 2009.

## Clubs
| Club                        | País       | Any            |
| --------------------------- | ---------- | -------------- |
| Bolton Wanderers            | Anglaterra | 2006 - 2007    |
| Legia Varsòvia              | Polònia    | 2007 - 2008    |
| Rimini Calcio Football Club | Itàlia     | 2008 - 2009    |
| Calcio Catania              | Itàlia     | 2009 - 2011    |
| Vicenza Calcio              | Itàlia     | 2011 - 2012    |
| Calcio Catania              | Itàlia     | 2012 - Present |